# Estifecskeformák
Az estifecskeformák (Chordeilinae) a madarak osztályának a lappantyúalakúak (Caprimulgiformes) rendjébe és a lappantyúfélék (Caprimulgidae) családjába tartozó alcsalád.

## Rendszerezés
Az alcsaládba az alábbi 4 nem és 10 faj tartozik
- Lurocalis (Cassin, 1851) – 2 faj
  - örves estifecske (Lurocalis semitorquatus)
  - vöröshasú estifecske (Lurocalis rufiventris)

- Chordeiles Swainson, 1832 – 5 faj
  - törpeestifecske (Chordeiles pusillus)
  - homoki estifecske (Chordeiles rupestris)
  - kis estifecske (Chordeiles acutipennis)
  - estifecske (Chordeiles minor)
  - antillai estifecske (Chordeiles gundlachii)

- Nyctiprogne (Bonaparte, 1857) – 2 faj
  - csíkosfarkú lappantyú (Nyctiprogne leucopyga)
  - Nyctiprogne vielliardi

- Podager (Wagler, 1832) – 1 faj
  - nakunda lappantyú (Podager nacunda)